# Sympherta nigritor
Sympherta nigritor är en stekelart som beskrevs av Hinz 1991. Sympherta nigritor ingår i släktet Sympherta och familjen brokparasitsteklar. Inga underarter finns listade i Catalogue of Life.